# AFC Champions League Elite 2024–25
AFC Champions League Elite 2024–25 là mùa giải thứ 43 của giải đấ bóng đá cấp câu lạc bộ hàng đầu châu Á được tổ chức bởi Liên đoàn bóng đá châu Á (AFC), và là lần đầu tiên dưới tên gọi mới AFC Champions League Elite. Thể thức mới của giải đấu bao gồm 24 đội bóng thi đấu tám trận trước các đối thủ khác nhau trong một vòng đấu hạng hoàn toàn mới.
Vòng chung kết của giải đấu được tổ chức tại Jeddah, Ả Rập Xê Út từ ngày 25 tháng 4 đến ngày 4 tháng 5 năm 2025. Đội vô địch của giải đấu là Al-Ahli sẽ có một suất tham dự FIFA Intercontinental Cup 2025 và FIFA Club World Cup 2029, đồng thời sẽ được lọt vào thẳng giai đoạn đấu hạng của AFC Champions League Elite 2025–26 nếu không đủ điều kiện tham dự thông qua thành tích giải quốc nội.
Al Ain là đương kim vô địch, do tất cả số liệu và thành tích tại AFC Champions League được chuyển sang ACL Elite, nhưng đã không thể bảo vệ chức vô địch khi bị loại ở vòng đấu hạng.

## Phân bố đội của hiệp hội
Các hiệp hội được phân bổ số suất tham dự tương ứng với vị trí của họ trên bảng xếp hạng giải đấu câu lạc bộ được ban hành sau khi mùa giải 2022 kết thúc.
| 1    | 1    | Ả Rập Xê Út            | 93.795                 | 3           | 0 |
| 2    | 4    | Qatar                  | 75.950                 | 2           | 1 |
| 3    | 5    | Iran                   | 72.018                 | 2           | 1 |
| 4    | 6    | UAE                    | 64.129                 | 1 + 1 (ACL) | 1 |
| 5    | 9    | Uzbekistan             | 45.006                 | 1           | 0 |
| 6    | 10   | Iraq                   | 36.901                 | 1           | 0 |
| Tổng | Tổng | Số hiệp hội tham dự: 6 | Số hiệp hội tham dự: 6 | 11          | 3 |
| Tổng | Tổng | Số hiệp hội tham dự: 6 | Số hiệp hội tham dự: 6 | 14          |   |

| 1    | 2    | Nhật Bản               | 91.821                 | 3  | 0 |
| 2    | 3    | Hàn Quốc               | 88.925                 | 3  | 0 |
| 3    | 7    | Trung Quốc             | 57.630                 | 2  | 1 |
| 4    | 8    | Thái Lan               | 49.470                 | 1  | 1 |
| 5    | 11   | Úc                     | 33.380                 | 1  | 0 |
| 6    | 14   | Malaysia               | 29.251                 | 1  | 0 |
| Tổng | Tổng | Số hiệp hội tham dự: 6 | Số hiệp hội tham dự: 6 | 11 | 2 |
| Tổng | Tổng | Số hiệp hội tham dự: 6 | Số hiệp hội tham dự: 6 | 13 |   |

## Các đội tham dự
Chú thích:
- TH: Đương kim vô địch
- AC: Đội vô địch AFC Cup
- 1st, 2nd, 3rd,...: Vị trí tại giải quốc nội
- CW: Đội vô địch cúp quốc gia

| Tây Á                          | Tây Á                        | Tây Á                       | Tây Á                    |
| ------------------------------ | ---------------------------- | --------------------------- | ------------------------ |
| Al AinTH (3rd)                 | Al-Ahli (3rd)                | Persepolis (1st)            | Pakhtakor (1st)          |
| Al-Hilal (1st, CW)             | Al-Sadd (1st, CW) [Note QAT] | Esteghlal (2nd)             | Al-Shorta (1st, CW)      |
| Al-Nassr (2nd)                 | Al-Rayyan (2nd)              | Al-Wasl (1st, CW)           |                          |
| Đông Á                         |                              |                             |                          |
| Central Coast MarinersAC (1st) | Yokohama F. Marinos (2nd)    | Gwangju FC (3rd) [Note KOR] | Buriram United (1st)     |
| Vissel Kobe (1st)              | Ulsan Hyundai (1st)          | Cảng Thượng Hải (1st)       | Johor Darul Ta'zim (1st) |
| Kawasaki Frontale (CW)         | Pohang Steelers (2nd, CW)    | Thân Hoa Thượng Hải (CW)    |                          |

| Tây Á                        | Tây Á                           | Đông Á                   | Đông Á |
| ---------------------------- | ------------------------------- | ------------------------ | ------ |
| Al-Gharafa (3rd)             | Shabab Al-Ahli (2nd) [Note UAE] | Sơn Đông Thái Sơn (2nd)  |        |
| Sepahan (3rd, CW) [Note IRN] |                                 | Bangkok United (2nd, CW) |        |

Ghi chú
1. ^ Iran (IRN): Sepahan là đội xếp thứ ba của Pro League, nhưng giành quyền tham dự giải đấu này nhờ vào thành tích tại Hazfi Cup. Trong trường hợp khác, đội xếp thứ ba của Pro League sẽ lọt vào vòng bảng của AFC Champions League Two.
2. ^ Qatar (QAT): Al-Sadd, đội đã lọt vào Champions League Elite với tư cách là đội vô địch Qatar Stars League 2023–24, cũng vô địch Emir of Qatar Cup 2024. Do vậy, đội về nhì Al-Rayyan cũng được quyền tham dự vòng đấu hạng của Champions League Elite, trong khi đội xếp thứ ba Al-Gharafa tham dự Champions League Elite từ vòng loại.
3. ^ Hàn Quôc (KOR): Pohang Steelers đã giành quyền tham dự giải đấu nhờ vô địch Cúp FA Hàn Quốc 2023 và ngôi á quân K League 1 2023, nên đội xếp thứ ba Gwangju FC lọt vào vòng loại play-off của Champions League Elite. Vì cả hai đội lọt vào chung kết AFC Champions League và Cúp AFC thuộc khu vực Đông Á (Yokohama F. Marinos và Central Coast Mariners) đã giành quyền tham dự nhờ thành tích trong nước, Gwangju sau đó được xác nhận lọt vào vòng đấu hạng[6] nhờ thứ hạng hiệp hội của họ cao hơn, dẫn đến việc chỉ còn lại hai đội ở play-off Đông Á cho suất còn lại vào vòng đấu hạng.
4. ^ Các Tiểu vương quốc Ả Rập Thống nhất (UAE): Al Wasl, đội đã lọt vào Champions League Elite với tư cách là đội vô địch UAE Pro League 2023–24, cũng vô địch Cúp Tổng thống UAE 2023–24. Vì vậy, đội á quân Shabab Al-Ahli đã giành quyền tham dự Champions League Elite từ vòng loại.

## Lịch thi đấu
Lịch thi đấu của giải đấu như sau.
| Giai đoạn      | Vòng đấu    | Ngày bốc thăm       | Lượt đi                       | Lượt về                       |
| -------------- | ----------- | ------------------- | ----------------------------- | ----------------------------- |
| Vòng loại      | Vòng loại 1 | Không bốc thăm      | 6 tháng 8 năm 2024            | 6 tháng 8 năm 2024            |
| Vòng loại      | Vòng loại 2 | Không bốc thăm      | 13 tháng 8 năm 2024           | 13 tháng 8 năm 2024           |
| Vòng League    | Lượt đấu 1  | 16 tháng 8 năm 2024 | 16–18 tháng 9 năm 2024        | 16–18 tháng 9 năm 2024        |
| Vòng League    | Lượt đấu 2  | 16 tháng 8 năm 2024 | 30 tháng 9 năm 2024           | 30 tháng 9 năm 2024           |
| Vòng League    | Lượt đấu 3  | 16 tháng 8 năm 2024 | 21–23 tháng 10 năm 2024       | 21–23 tháng 10 năm 2024       |
| Vòng League    | Lượt đấu 4  | 16 tháng 8 năm 2024 | 4–6 tháng 11 năm 2024         | 4–6 tháng 11 năm 2024         |
| Vòng League    | Lượt đấu 5  | 16 tháng 8 năm 2024 | 25–27 tháng 11 năm 2024       | 25–27 tháng 11 năm 2024       |
| Vòng League    | Lượt đấu 6  | 16 tháng 8 năm 2024 | 2–4 tháng 12 năm 2024         | 2–4 tháng 12 năm 2024         |
| Vòng League    | Lượt đấu 7  | 16 tháng 8 năm 2024 | 3–4 & 11–12 tháng 2 năm 2025  | 3–4 & 11–12 tháng 2 năm 2025  |
| Vòng League    | Lượt đấu 8  | 16 tháng 8 năm 2024 | 17–19 tháng 2 năm 2025        | 17–19 tháng 2 năm 2025        |
| Vòng 16 đội    | Vòng 16 đội | Không bốc thăm      | 3–4 và 10–11 tháng 3 năm 2025 | 4–5 và 11–12 tháng 3 năm 2025 |
| Vòng chung kết | Tứ kết      | 17 tháng 3 năm 2025 | 25–26 tháng 4 năm 2025        | 25–26 tháng 4 năm 2025        |
| Vòng chung kết | Bán kết     | 17 tháng 3 năm 2025 | 29–30 tháng 4 năm 2025        | 29–30 tháng 4 năm 2025        |
| Vòng chung kết | Chung kết   | 17 tháng 3 năm 2025 | 4 tháng 5 năm 2025            | 4 tháng 5 năm 2025            |

## Vòng loại
2 đội thắng ở vòng play-off (1 đội từ Miền Tây và 1 đội từ Miền Đông) sẽ góp mặt ở vòng đấu hạng cùng 22 đại diện được vào thẳng. Đội thua sẽ góp mặt ở vòng bảng của AFC Champions League Two 2024–25.

### Vòng sơ loại
Tổng cộng 2 đội thi đấu tại vòng sơ loại.
| Đội 1   | Tỷ số        | Đội 2          |
| ------- | ------------ | -------------- |
| Sepahan | 1–4 (s.h.p.) | Shabab Al-Ahli |

### Vòng play-off
Tổng cộng 4 đội thi đấu tại vòng play-off, với 3 đội tham dự từ vòng này và 1 đội thắng ở vòng sơ loại.
| Đội 1         | Tỷ số | Đội 2          |
| ------------- | ----- | -------------- |
| Al-Gharafa SC | 1–0   | Shabab Al-Ahli |

| Đội 1             | Tỷ số                | Đội 2          |
| ----------------- | -------------------- | -------------- |
| Sơn Đông Thái Sơn | 1–1 (s.h.p.) (4–3 p) | Bangkok United |

## Vòng đấu hạng

### Miền Tây
Bảng xếp hạng
| VT | Đội        | ST | T | H | B | BT | BB | HS  | Đ  | Giành quyền tham dự     |
| -- | ---------- | -- | - | - | - | -- | -- | --- | -- | ----------------------- |
| 1  | Al-Hilal   | 8  | 7 | 1 | 0 | 26 | 7  | +19 | 22 | Đi tiếp vào Vòng 16 đội |
| 2  | Al-Ahli    | 8  | 7 | 1 | 0 | 21 | 8  | +13 | 22 | Đi tiếp vào Vòng 16 đội |
| 3  | Al-Nassr   | 8  | 5 | 2 | 1 | 17 | 6  | +11 | 17 | Đi tiếp vào Vòng 16 đội |
| 4  | Al-Sadd    | 8  | 3 | 3 | 2 | 10 | 9  | +1  | 12 | Đi tiếp vào Vòng 16 đội |
| 5  | Al Wasl    | 8  | 3 | 2 | 3 | 8  | 12 | −4  | 11 | Đi tiếp vào Vòng 16 đội |
| 6  | Esteghlal  | 8  | 2 | 3 | 3 | 8  | 9  | −1  | 9  | Đi tiếp vào Vòng 16 đội |
| 7  | Al-Rayyan  | 8  | 2 | 2 | 4 | 8  | 12 | −4  | 8  | Đi tiếp vào Vòng 16 đội |
| 8  | Pakhtakor  | 8  | 1 | 4 | 3 | 4  | 6  | −2  | 7  | Đi tiếp vào Vòng 16 đội |
| 9  | Persepolis | 8  | 1 | 4 | 3 | 6  | 10 | −4  | 7  |                         |
| 10 | Al-Gharafa | 8  | 2 | 1 | 5 | 10 | 18 | −8  | 7  |                         |
| 11 | Al-Shorta  | 8  | 1 | 3 | 4 | 7  | 17 | −10 | 6  |                         |
| 12 | Al Ain     | 8  | 0 | 2 | 6 | 11 | 22 | −11 | 2  |                         |

Kết quả
| Đội nhà   | Tỷ số | Đội khách  |
| --------- | ----- | ---------- |
| Al Ain    | 1–1   | Al-Sadd    |
| Al-Shorta | 1–1   | Al-Nassr   |
| Esteghlal | 3–0   | Al-Gharafa |
| Al-Ahli   | 1–0   | Persepolis |
| Pakhtakor | 0–1   | Al Wasl    |
| Al-Rayyan | 1–3   | Al-Hilal   |

| Đội nhà    | Tỷ số | Đội khách |
| ---------- | ----- | --------- |
| Al-Sadd    | 2–0   | Esteghlal |
| Persepolis | 1–1   | Pakhtakor |
| Al Wasl    | 0–2   | Al-Ahli   |
| Al-Nassr   | 2–1   | Al-Rayyan |
| Al-Gharafa | 4–2   | Al Ain    |
| Al-Hilal   | 5–0   | Al-Shorta |

| Đội nhà    | Tỷ số | Đội khách  |
| ---------- | ----- | ---------- |
| Al-Shorta  | 0–0   | Pakhtakor  |
| Al-Sadd    | 1–0   | Persepolis |
| Al Ain     | 4–5   | Al-Hilal   |
| Al-Rayyan  | 1–2   | Al-Ahli    |
| Esteghlal  | 0–1   | Al-Nassr   |
| Al-Gharafa | 1–2   | Al Wasl    |

| Đội nhà    | Tỷ số | Đội khách  |
| ---------- | ----- | ---------- |
| Al Wasl    | 1–1   | Al-Sadd    |
| Al-Ahli    | 5–1   | Al-Shorta  |
| Persepolis | 1–1   | Al-Gharafa |
| Al-Hilal   | 3–0   | Esteghlal  |
| Pakhtakor  | 0–1   | Al-Rayyan  |
| Al-Nassr   | 5–1   | Al Ain     |

| Đội nhà    | Tỷ số | Đội khách  |
| ---------- | ----- | ---------- |
| Al Ain     | 1–2   | Al-Ahli    |
| Esteghlal  | 0–0   | Pakhtakor  |
| Al-Gharafa | 1–3   | Al-Nassr   |
| Al-Rayyan  | 1–1   | Persepolis |
| Al-Shorta  | 1–3   | Al Wasl    |
| Al-Sadd    | 1–1   | Al-Hilal   |

| Đội nhà    | Tỷ số | Đội khách  |
| ---------- | ----- | ---------- |
| Persepolis | 2–1   | Al-Shorta  |
| Al-Ahli    | 2–2   | Esteghlal  |
| Al Wasl    | 1–1   | Al-Rayyan  |
| Al-Nassr   | 1–2   | Al-Sadd    |
| Pakhtakor  | 1–1   | Al Ain     |
| Al-Hilal   | 3–0   | Al-Gharafa |

| Đội nhà    | Tỷ số | Đội khách  |
| ---------- | ----- | ---------- |
| Al Ain     | 1–2   | Al-Rayyan  |
| Esteghlal  | 1–1   | Al-Shorta  |
| Al-Sadd    | 1–3   | Al-Ahli    |
| Al-Nassr   | 4–0   | Al Wasl    |
| Al-Gharafa | 1–0   | Pakhtakor  |
| Al-Hilal   | 4–1   | Persepolis |

| Đội nhà    | Tỷ số | Đội khách  |
| ---------- | ----- | ---------- |
| Pakhtakor  | 2–1   | Al-Sadd    |
| Al-Shorta  | 2–0   | Al Ain     |
| Persepolis | 0–0   | Al-Nassr   |
| Al-Ahli    | 4–2   | Al-Gharafa |
| Al-Rayyan  | 0–2   | Esteghlal  |
| Al Wasl    | 0–2   | Al-Hilal   |

### Miền Đông
Bảng xếp hạng
| VT | Đội                    | ST | T | H | B | BT | BB | HS  | Đ  | Giành quyền tham dự     |
| -- | ---------------------- | -- | - | - | - | -- | -- | --- | -- | ----------------------- |
| 1  | Yokohama F. Marinos    | 7  | 6 | 0 | 1 | 21 | 7  | +14 | 18 | Đi tiếp vào vòng 16 đội |
| 2  | Kawasaki Frontale      | 7  | 5 | 0 | 2 | 13 | 4  | +9  | 15 | Đi tiếp vào vòng 16 đội |
| 3  | Johor Darul Ta'zim     | 7  | 4 | 2 | 1 | 16 | 8  | +8  | 14 | Đi tiếp vào vòng 16 đội |
| 4  | Gwangju                | 7  | 4 | 2 | 1 | 15 | 9  | +6  | 14 | Đi tiếp vào vòng 16 đội |
| 5  | Vissel Kobe            | 7  | 4 | 1 | 2 | 14 | 9  | +5  | 13 | Đi tiếp vào vòng 16 đội |
| 6  | Buriram United         | 8  | 3 | 3 | 2 | 7  | 12 | −5  | 12 | Đi tiếp vào vòng 16 đội |
| 7  | Thân Hoa Thượng Hải    | 8  | 3 | 1 | 4 | 13 | 12 | +1  | 10 | Đi tiếp vào vòng 16 đội |
| 8  | Cảng Thượng Hải        | 8  | 2 | 2 | 4 | 10 | 18 | −8  | 8  | Đi tiếp vào vòng 16 đội |
| 9  | Pohang Steelers        | 7  | 2 | 0 | 5 | 9  | 17 | −8  | 6  |                         |
| 10 | Ulsan HD               | 7  | 1 | 0 | 6 | 4  | 16 | −12 | 3  |                         |
| 11 | Central Coast Mariners | 7  | 0 | 1 | 6 | 8  | 18 | −10 | 1  |                         |
| 12 | Sơn Đông Thái Sơn      | 0  | 0 | 0 | 0 | 0  | 0  | 0   | 0  | Rút lui                 |

1. ↑  Sơn Đông Thái Sơn quyết định rút lui khỏi AFC Champions League Elite sau khi câu lạc bộ xác nhận họ không thamduwe trận đấu với Ulsan HD vào ngày 19 tháng 2 năm 2025.[8] Trận đấu của họ bị hủy và kết quả thi đấu của họ trước đó không được tính.[9]

Kết quả
| Đội nhà             | Tỷ số | Đội khách              |
| ------------------- | ----- | ---------------------- |
| Gwangju             | 7–3   | Yokohama F. Marinos    |
| Sơn Đông Thái Sơn   | 3–1   | Central Coast Mariners |
| Buriram United      | 0–0   | Vissel Kobe            |
| Thân Hoa Thượng Hải | 4–1   | Pohang Steelers        |
| Ulsan HD            | 0–1   | Kawasaki Frontale      |
| Cảng Thượng Hải     | 2–2   | Johor Darul Ta'zim     |

| Đội nhà                | Tỷ số | Đội khách           |
| ---------------------- | ----- | ------------------- |
| Central Coast Mariners | 1–2   | Buriram United      |
| Kawasaki Frontale      | 0–1   | Gwangju             |
| Pohang Steelers        | 3–0   | Cảng Thượng Hải     |
| Johor Darul Ta'zim     | 3–0   | Thân Hoa Thượng Hải |
| Vissel Kobe            | 2–1   | Sơn Đông Thái Sơn   |
| Yokohama F. Marinos    | 4–0   | Ulsan HD            |

| Đội nhà             | Tỷ số | Đội khách              |
| ------------------- | ----- | ---------------------- |
| Gwangju             | 3–1   | Johor Darul Ta'zim     |
| Cảng Thượng Hải     | 3–2   | Central Coast Mariners |
| Sơn Đông Thái Sơn   | 2–2   | Yokohama F. Marinos    |
| Buriram United      | 1–0   | Pohang Steelers        |
| Ulsan HD            | 0–2   | Vissel Kobe            |
| Thân Hoa Thượng Hải | 2–0   | Kawasaki Frontale      |

| Đội nhà                | Tỷ số | Đội khách           |
| ---------------------- | ----- | ------------------- |
| Central Coast Mariners | 2–2   | Thân Hoa Thượng Hải |
| Kawasaki Frontale      | 3–1   | Cảng Thượng Hải     |
| Vissel Kobe            | 2–0   | Gwangju             |
| Johor Darul Ta'zim     | 3–0   | Ulsan HD            |
| Pohang Steelers        | 4–2   | Sơn Đông Thái Sơn   |
| Yokohama F. Marinos    | 5–0   | Buriram United      |

| Đội nhà             | Tỷ số | Đội khách              |
| ------------------- | ----- | ---------------------- |
| Vissel Kobe         | 3–2   | Central Coast Mariners |
| Ulsan HD            | 1–3   | Cảng Thượng Hải        |
| Sơn Đông Thái Sơn   | 1–0   | Johor Darul Ta'zim     |
| Buriram United      | 0–3   | Kawasaki Frontale      |
| Gwangju             | 1–0   | Thân Hoa Thượng Hải    |
| Yokohama F. Marinos | 2–0   | Pohang Steelers        |

| Đội nhà                | Tỷ số | Đội khách           |
| ---------------------- | ----- | ------------------- |
| Central Coast Mariners | 0–4   | Yokohama F. Marinos |
| Pohang Steelers        | 3–1   | Vissel Kobe         |
| Johor Darul Ta'zim     | 0–0   | Buriram United      |
| Cảng Thượng Hải        | 1–1   | Gwangju             |
| Kawasaki Frontale      | 4–0   | Sơn Đông Thái Sơn   |
| Thân Hoa Thượng Hải    | 1–2   | Ulsan HD            |

| Đội nhà                | Tỷ số | Đội khách           |
| ---------------------- | ----- | ------------------- |
| Central Coast Mariners | 1–2   | Johor Darul Ta'zim  |
| Vissel Kobe            | 4–0   | Cảng Thượng Hải     |
| Pohang Steelers        | 0–4   | Kawasaki Frontale   |
| Sơn Đông Thái Sơn      | 3–1   | Gwangju             |
| Yokohama F. Marinos    | 1–0   | Thân Hoa Thượng Hải |
| Buriram United         | 2–1   | Ulsan HD            |

| Đội nhà             | Tỷ số  | Đội khách              |
| ------------------- | ------ | ---------------------- |
| Gwangju             | 2–2    | Buriram United         |
| Kawasaki Frontale   | 2–0    | Central Coast Mariners |
| Thân Hoa Thượng Hải | 4–2    | Vissel Kobe            |
| Johor Darul Ta'zim  | 5–2    | Pohang Steelers        |
| Ulsan HD            | Bị hủy | Sơn Đông Thái Sơn      |
| Cảng Thượng Hải     | 0–2    | Yokohama F. Marinos    |

## Vòng đấu loại trực tiếp
Bài chi tiết: Vòng đấu loại trực tiếp AFC Champions League Elite 2024–25

Ở vòng loại trực tiếp, 16 đội sẽ tham gia vào giai đoạn loại trực tiếp. Vòng 16 đội sẽ chứng kiến mỗi đội sẽ đấu với đội cùng khu vực trên cơ sở thể thức hai lượt lượt đi và về trên sân nhà và sân khách. Tất cả các các trận từ vòng tứ kết đến chung kết chỉ thi đấu một lượt trận, với cặp đấu mà không bị phân chia theo khu vực. Các đội cùng hoặc không cùng khu vực đều sẽ gặp nhau từ vòng tứ kết trở đi. Hiệp phụ và loạt sút luân lưu đuoc sử dụng để quyết định người chiến thắng nếu cần thiết (Điều lệ 10). Các trận đấu cho tứ kết, bán kết và chung kết được xác định tại một sự kiện bốc thăm duy nhất.

#### Chung kết
| Al-Ahli                   | 2–0      | Kawasaki Frontale |
| ------------------------- | -------- | ----------------- |
| - Galeno 35' - Kessié 42' | Chi tiết |                   |

## Vua phá lưới
| Hạng | Cầu thủ             | Đội                 | MD1 | MD2 | MD3 | MD4 | MD5 | MD6 | MD7 | MD8 | R16-1 | R16-2 | QF | SF | F | Total |
| ---- | ------------------- | ------------------- | --- | --- | --- | --- | --- | --- | --- | --- | ----- | ----- | -- | -- | - | ----- |
| 1    | Salem Al-Dawsari    | Al-Hilal            |     | 1   | 3   |     |     |     | 2   | 1   |       | 1     | 1  | 1  |   | 10    |
| 2    | Riyad Mahrez        | Al-Ahli             |     | 1   |     | 2   |     |     | 1   | 1   | 1     | 2     | 1  |    |   | 9     |
| 2    | Jasir Asani         | Gwangju             | 3   | 1   | 2   |     | 1   |     |     |     |       | 2     |    |    |   | 9     |
| 4    | Cristiano Ronaldo   | Al-Nassr            |     | 1   |     | 1   | 2   |     | 2   |     |       | 1     | 1  |    |   | 8     |
| 4    | Anderson Lopes      | Yokohama F. Marinos |     | 1   |     | 2   | 1   | 1   |     |     | 1     | 2     |    |    |   | 8     |
| 6    | Aleksandar Mitrović | Al-Hilal            |     | 1   |     | 3   |     | 1   |     |     |       |       | 1  |    |   | 6     |
| 6    | Roberto Firmino     | Al-Ahli             |     |     |     | 2   |     |     | 1   | 1   |       |       | 1  |    |   | 6     |
| 6    | Ivan Toney          | Al-Ahli             |     |     |     |     | 2   | 2   |     | 1   |       |       |    | 1  |   | 6     |
| 9    | Akram Afif          | Al-Sadd             | 1   | 1   |     |     |     | 1   | 1   |     |       | 1     |    |    |   | 5     |
| 9    | Arif Aiman          | Johor Darul Ta'zim  | 2   | 1   |     | 1   |     |     |     | 1   |       |       |    |    |   | 5     |
| 9    | Matías Vargas       | Shanghai Port       |     |     | 1   | 1   | 3   |     |     |     |       |       |    |    |   | 5     |

Lưu ý
- Các bàn thắng ghi được trong các trận play-off vòng loại và các trận đấu bị AFC hủy bỏ không được tính khi xác định vua phá lưới (Quy định Điều 64.4).